# Cardiopharynx schoutedeni
Cardiopharynx schoutedeni es una especie de peces de la familia Cichlidae en el orden Perciformes. Es la única especie del género Cardiopharynx.

## Morfología
Los machos pueden llegar alcanzar los 15 cm de longitud total.

## Alimentación
Come microorganismos que encuentra en los fondos arenosos.

## Hábitat
Es una especie de clima tropical entre 23 °C - 28 °C de temperatura.

## Distribución geográfica
Se encuentran en África: es una especie de peces endémica del lago Tanganika.